# JD Arrate
Juventud Deportiva Arrate este o echipă de handbal din Spania care evoluează în Liga ASOBAL.